# Hélène Harter
Hélène Harter, née en 1970, est une historienne française spécialiste de l'Amérique du Nord. Elle est professeur des universités en histoire contemporaine à l'université Paris I Panthéon-Sorbonne, et directrice du Centre de recherches d'histoire nord-américaine (CRHNA) et du Centre de recherches d'études canadiennes (CREC).

## Biographie
Après avoir passé son doctorat d'histoire sous la direction d'André Kaspi à l'université Paris I Panthéon-Sorbonne, Hélène Harter devient maître de conférence dans la même université de 2000 à 2010. De 2010 à 2018, elle est professeur des universités en histoire contemporaine à l'université Rennes-II. Depuis septembre 2018, elle enseigne de nouveau à l'université Paris I Panthéon-Sorbonne.
Hélène Harter est également présidente du Comité pour l'histoire du CNRS qui publie la revue Histoire de la recherche contemporaine dont elle est membre du comité de rédaction.

## Publications

### Ouvrages personnels
- Les ingénieurs des travaux publics et la transformation des métropoles américaines, 1870-1910, Paris,  Publications de la Sorbonne, 2001 (présentation en ligne)[2].
- L’Amérique, Paris, Éditions du Cavalier bleu, collection Idées reçues, 2001.
- L’Amérique en guerre : les villes pendant la Seconde Guerre mondiale, Paris, Galaade éditions, 2006[3],[4].
- Les incorruptibles contre Al Capone, Paris, Éditions Larousse, 2010 (présentation en ligne)[5].
- Pearl Harbor, Paris, Éditions Tallandier, collection l’histoire en batailles, 2011[6],[7].
- Les États-Unis dans la Grande Guerre, Paris, Tallandier, 2017[8],[9].
- Jackie Kennedy, Calype, 2022.

### Ouvrages en collaboration
- La civilisation américaine, Paris, Presses universitaires de France, collection Quadrige, 2004 (avec André Kaspi, François Durpaire et Adrien Lherm).
- Les présidents américains : de Washington à Donald Trump, Paris, Tallandier, 2012 (avec André Kaspi)[10],[11], nouvelle édition en 2018.